# Кокжыра (Восточно-Казахстанская область)
Кокжыра (каз. Көкжыра, до 1998 г. — Мужиксу) — аул в Зайсанском районе Восточно-Казахстанской области Казахстана. Входит в состав Даировского сельского округа. Код КАТО — 634647300.

## Население
В 1999 году население аула составляло 565 человек (286 мужчин и 279 женщин). По данным переписи 2009 года, в ауле проживало 507 человек (253 мужчины и 254 женщины).